# Jan Fresemann Viëtor
Jan Fresemann Viëtor, ook Jan Freseman Viëtor, (Groningen, 20 december 1784 - Winschoten, 6 februari 1852) was een Nederlandse notaris, reder, grootgrondbezitter, wijnhandelaar, fabrikant en politicus.

## Leven en werk
Viëtor werd in 1784 geboren als zoon van de Groninger lakenkoopman Cornelis Viëtor en van Klaasje Burhoven. Hij studeerde Romeins- en hedendaags recht aan de universiteit van Groningen en promoveerde aldaar in 1808. Hij was onder meer griffier van het kantongerecht te Loppersum en notaris te Winschoten. Viëtor was gedurende 23 jaar, van 1826 tot 1849, lid van Provinciale Staten van Groningen. Hij was ruim anderhalf jaar, van februari 1849 tot augustus 1850 lid van de Eerste Kamer.
Via zijn vrouw erfde Viëtor in 1837 het vermogen van de Pekelder vervenersfamilie Haitzema. Tot dat bezit behoorde ook een veengebied gelegen in het huidige Nieuw-Buinen. Samen met zijn plaatsgenoot de glashandelaar en winkelier Johann Christian Anton Thöne vestigde hij aldaar in 1838 een glasfabriek. De aanwezigheid van turf in het gebied was van groot belang voor het productieproces van glas. Deze vestiging vormde de start van de glasindustrie in deze Drentse plaats. De fabriek zou uitgroeien tot het grootste bedrijf van Drenthe. Viëtor was daarnaast ook reder. De familie had veel grondbezit in de regio, onder andere in het Huninga-Meerland. Het echtpaar woonde op het landgoed Oude Werf te Winschoten.
Viëtor was van 1832 tot zijn overlijden in 1852 lid van het curatorium van het gymnasium in zijn woonplaats.
Viëtor trouwde op 25 november 1813 te Winschoten met de vervenersdochter Jantien Haitzema uit Oude Pekela. Uit dit huwelijk werden zeven kinderen geboren, vier zoons en drie dochters. Een van hun zoons, Berend Haitzema Viëtor volgde zijn vader op als notaris en werd later gedeputeerde van de provincie Groningen. Zoon Hendrik Viëtor werd steenfabrikant en stond bekend als de rijkste man van WInschoten. Een van de dochters, Aidina Anna Susanna Viëtor, trouwde met de Overijsselse ondernemer Salco Tromp Meesters. Een andere dochter, Egberdina Anna Viëtor, trouwde met wijnhandelaar Hermanus Gijsbertus Keppel-Hesselink en woonde met hem in Renkum in huize Voorstreven. Viëtor overleed in februari 1852 op 67-jarige leeftijd in zijn woonplaats Winschoten.
- Biografisch Portaal: 15667966
- International Standard Name Identifier: 0000 0003 9774 530X
- Nederlandse Thesaurus van Auteursnamen: 072893524
- Parlement.com: vg09ll0ubrzd
- Virtual International Authority File: 52085743
- WorldCat: E39PBJfcHGbqMJXgRcWVrByjmd